# اغغينغتون (بيدفوردشير)
اغغينغتون (بالإنجليزية: Eggington)‏ هي قرية و أبرشية مدنية تقع في المملكة المتحدة في إنجلترا.